# Deep Space 1
Het NASA-ruimtevaartuig Deep Space 1 werd gelanceerd op 24 oktober 1998, op een Delta II-raket. Zijn massa was 486,3 kg (brandstof inbegrepen). Het voornaamste doel ervan was 12 nieuwe technologieën te testen, waaronder een geavanceerde ionenmotor voor de verlaging van kosten en risico's bij missies in de toekomst. Het slaagde hierin en vloog langs de planetoïde Braille en de komeet Borrelly. Het keerde terug met waardevolle wetenschappelijke gegevens en foto's. De ontvangen spectra van Braille kwamen qua samenstelling overeen met Vesta.

## Opbouw
Het vaartuig bestond uit een achthoekig frame van 1,1 m lengte, 1,1 m breedte en was 1,5 m hoog. Met het volledige instrumentarium bedroeg de hoogte 2,5 m bij een spanwijdte van 1,7 m. Met uitgeklapte zonnepanelen was de spanwijdte 11,75 m en het maximaal opgewekte vermogen bedroeg 2500 W,

## Ionenmotor
De op xenon functionerende ionenmotor was onderaan het frame bevestigd. De ionisatiekamer had een diameter van 30 cm. Het geïnjecteerde xenon werd bestookt met door een kathode opgewekte elektronen. Die botsten met het xenon; dit produceerde positieve ionen. Deze ionen werden met een snelheid tot 31,5 km/sec uitgestoten. De uitgestoten ionenstraal wekte een maximale stuwkracht van 0,09 N op bij 2300 W; op het minimale vermogen van 500 W bedroeg de stuwkracht 0,02 N. Er was 81,5 kg xenon aan boord.

## Einde van de missie
Deep Space 1 werd buiten gebruik genomen op 18 december 2001 en kostte ongeveer 152,3 miljoen dollar. Ontwikkeling en bouw kostte 94,8 miljoen, de lancering van het toestel had een prijskaartje van 43,5 miljoen en 10,3 miljoen dollar ging op aan het volgen van de sonde. Om alle ontvangen wetenschappelijke gegevens te verwerken was daarnaast een bedrag van 3,7 miljoen nodig.